# Kunsthaus Tacheles
La Kunsthaus Tacheles (o simplemente Tacheles o Tacheles Gallery, en castellano "Galería de arte Tacheles") fue un centro de arte moderno en Berlín dirigida por un colectivo de artistas que ocuparon la ruina desde 1990 (para evitar un proceso de demolición). El edificio principal fue construido en 1908 como un lujoso centro comercial, sobreviviendo y adaptandose al paso del tiempo para quedar en ruinas después de la guerra. Después de ser ocupado y funcionar como centro de arte durante 20 años, fue cerrado definitivamente en septiembre de 2012. Hoy, el lugar alberga al museo Fotografiska y junto a él se desarrolló el monumental proyecto arquitectónico AM Tacheles. 

## Localización
Kunsthaus Tacheles se encuentra en Oranienburger Straße (no lejos de Neue Synagoge), y un lado largo se enfrenta a Friedrichstrasse, en las cercanías del distrito Mitte. No muy lejos de Alexanderplatz y de la estación (tanto de la S-Bahn como del tranvía) de Oranienburger Tor. Desde la clausura del edificio, la entrada al "Sculpture Park Tacheles" está situada paralelamente detrás de Oranienburger Straße, donde para acceder es necesario atravesar el aparcamiento contiguo.

## Origen del nombre
La banda punk "Tacheles" formada antes de la caída del muro, le traspaso su nombre a la ruina una vez que sus integrantes se tomaran el edificio, liderados por Leo Kondayne. (La banda Tacheles estaba integrada por Leo Kondeyne, Christian  Jaeger, Tatjana  Besson, Alexander Kriening, André Greiner-Pohl, Frank Trötsch Tröger y su Vocalista Rafael Insunza Figueroa.) El término Tacheles, deriva del yidis Tacheles, es decir, "texto libre", "hablar claro". Ich sage es Dir Tacheles: te lo digo claramente, Er hat Tacheles gesprochen: ha hablado claro. La elección del nombre se basa en la censura estatal de la RDA para los artistas, que limitaba la expresión y obligaba a ocultar el verdadero significado de sus obras. La elección del yidis se debe probablemente al hecho de que el edificio se encuentra en el antiguo barrio judío de Berlín, aunque al igual que muchas palabras en yidis, Tacheles ya estaba presente en el dialecto berlinés.
En el primer piso del edificio, estaba ubicado el «Café Zapata». Tacheles también albergó un cine, un espacio para exposiciones artísticas, y un laboratorio. Es destacable el contraste entre el edificio de la Galería Tacheles y la arquitectura más moderna del hotel que se encuentra junto a ella.

## Filmografía
- Algunas escenas de la película Good Bye, Lenin! (Wolfgang Becker, 2002) fueron rodadas en la Tacheles.

## Imágenes

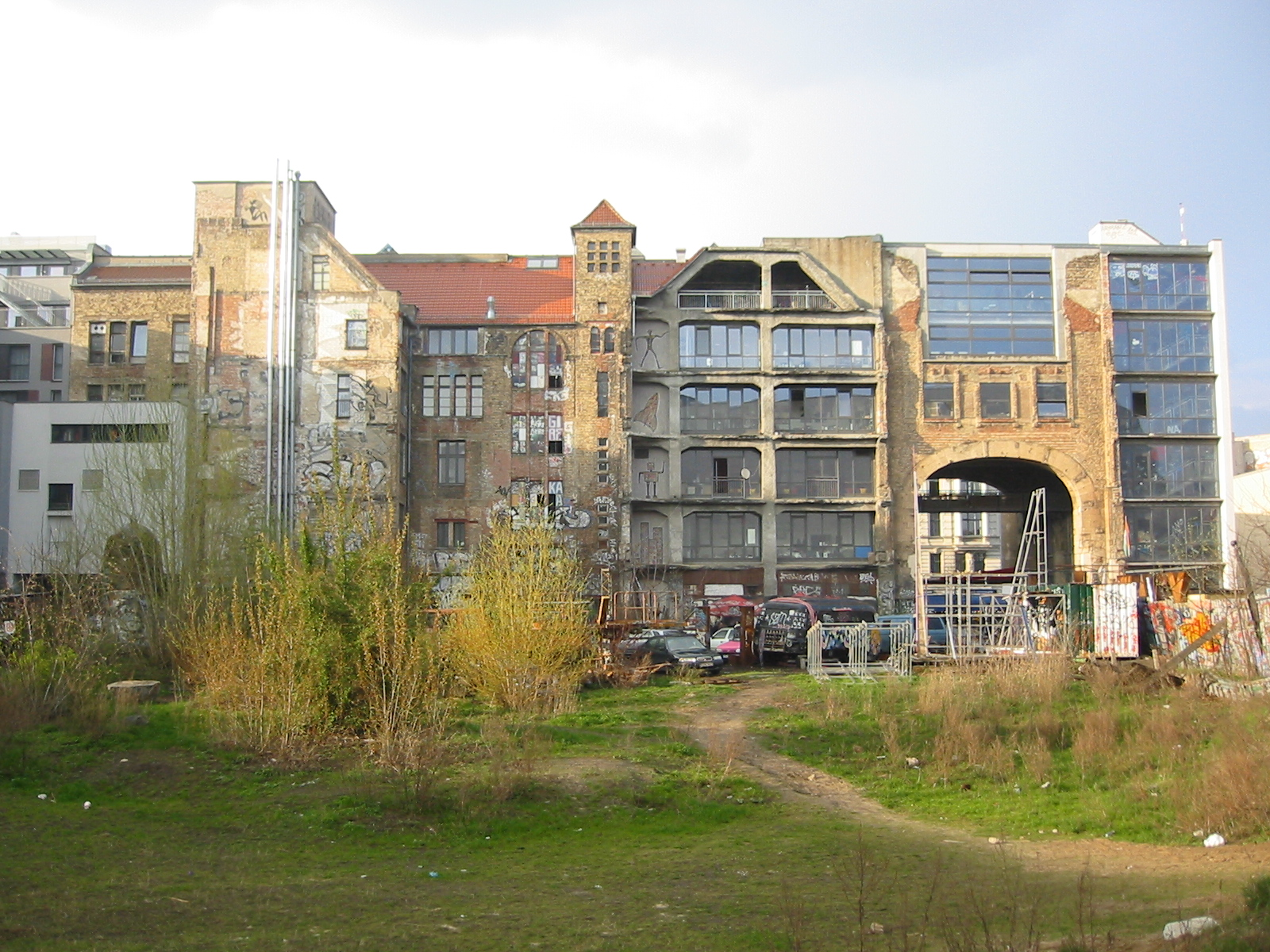
Retro de la Tacheles
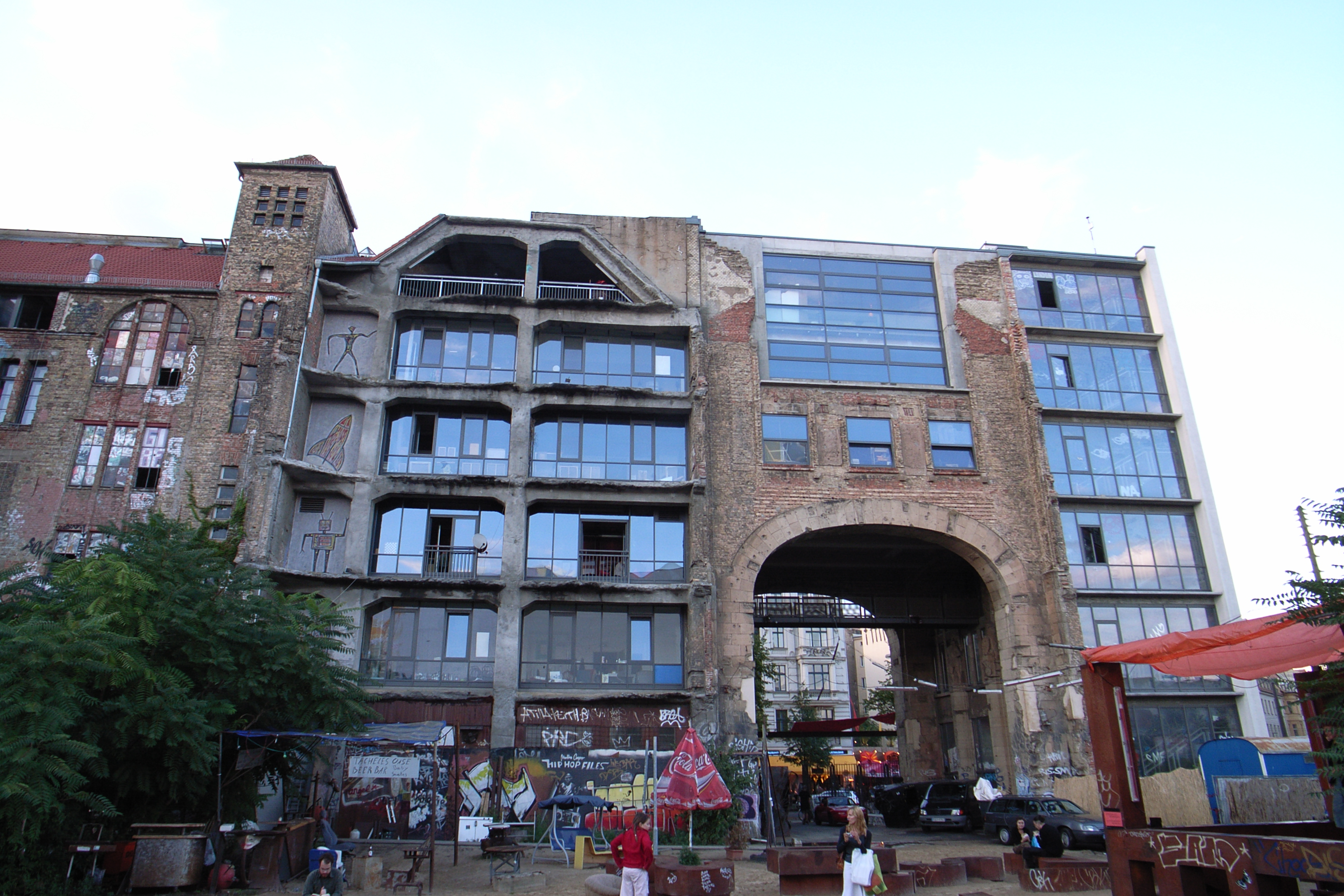
Particular del retro
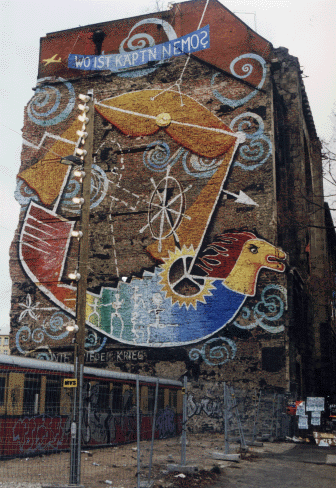
Grafiti a lo largo del edificio, al lado de Oranienburger Straße
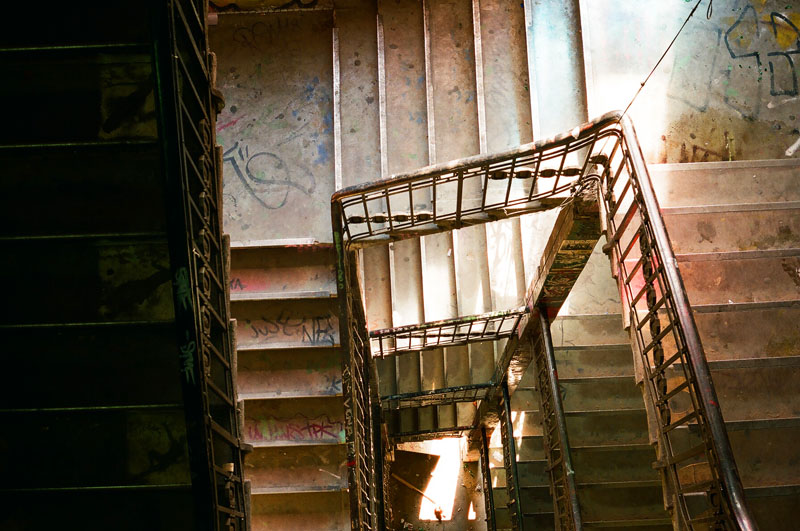
Escalera
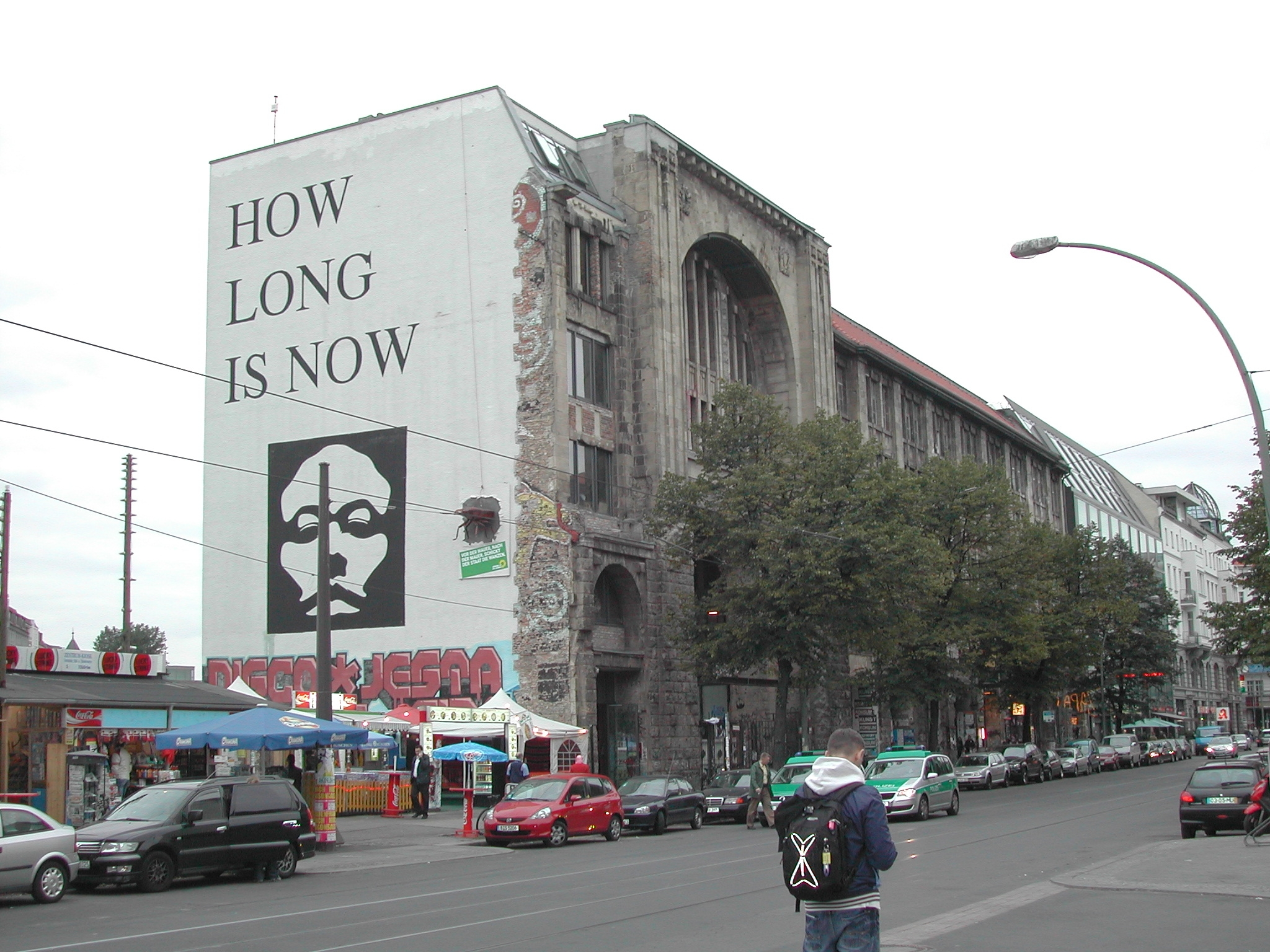
La Tacheles en Oranienburger Straße
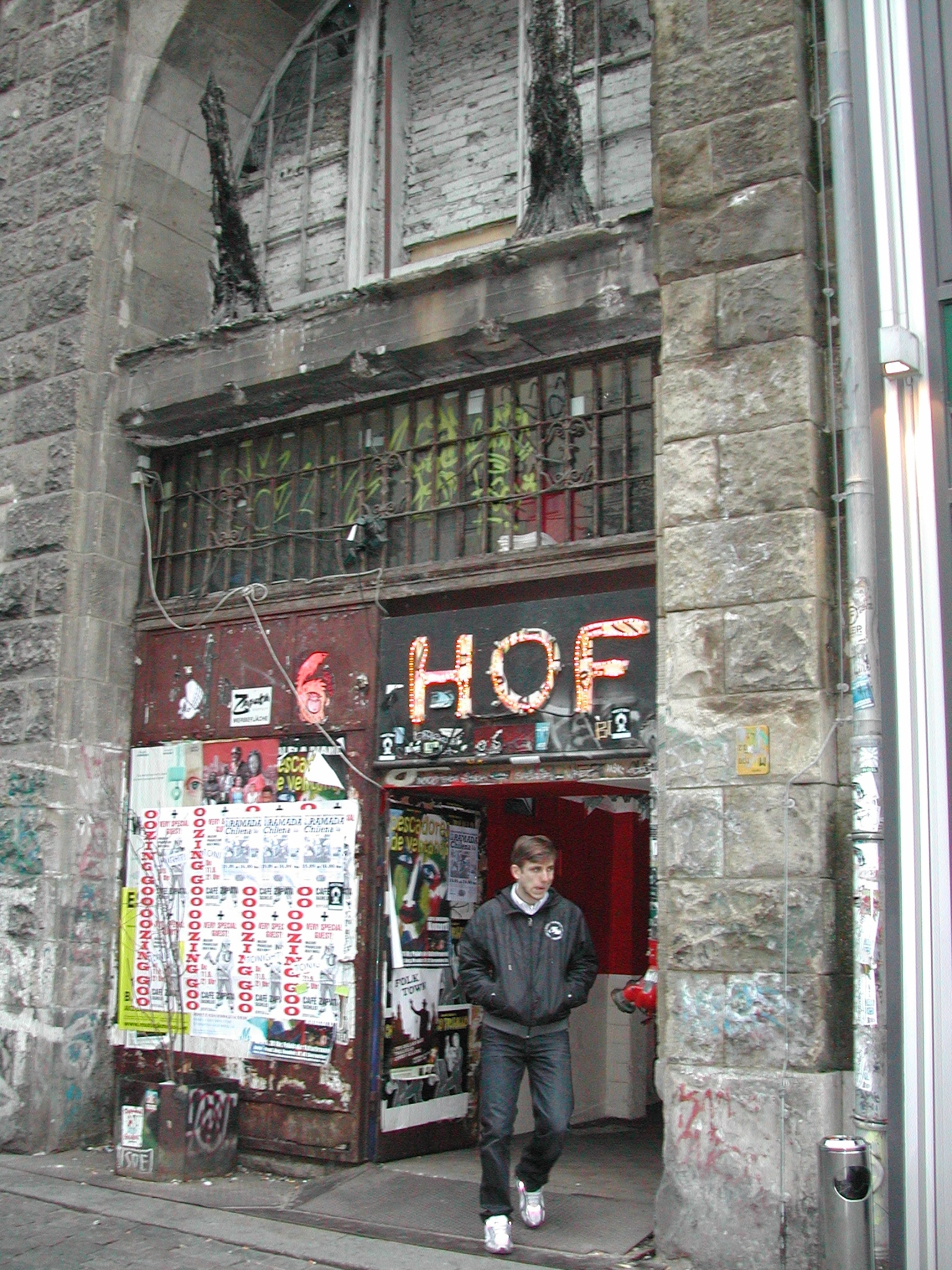
HOF en la Tacheles
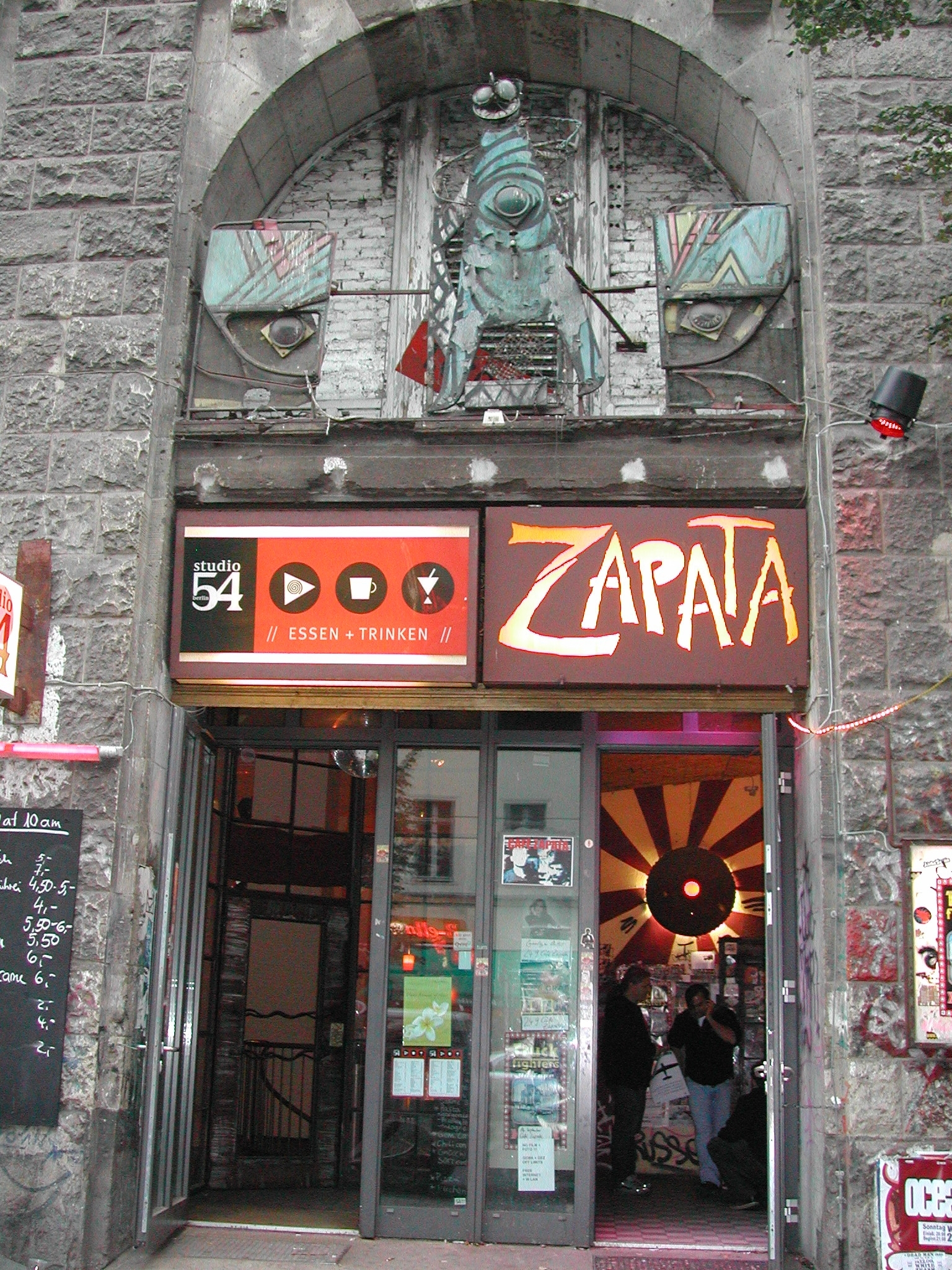
El famoso Café Zapata
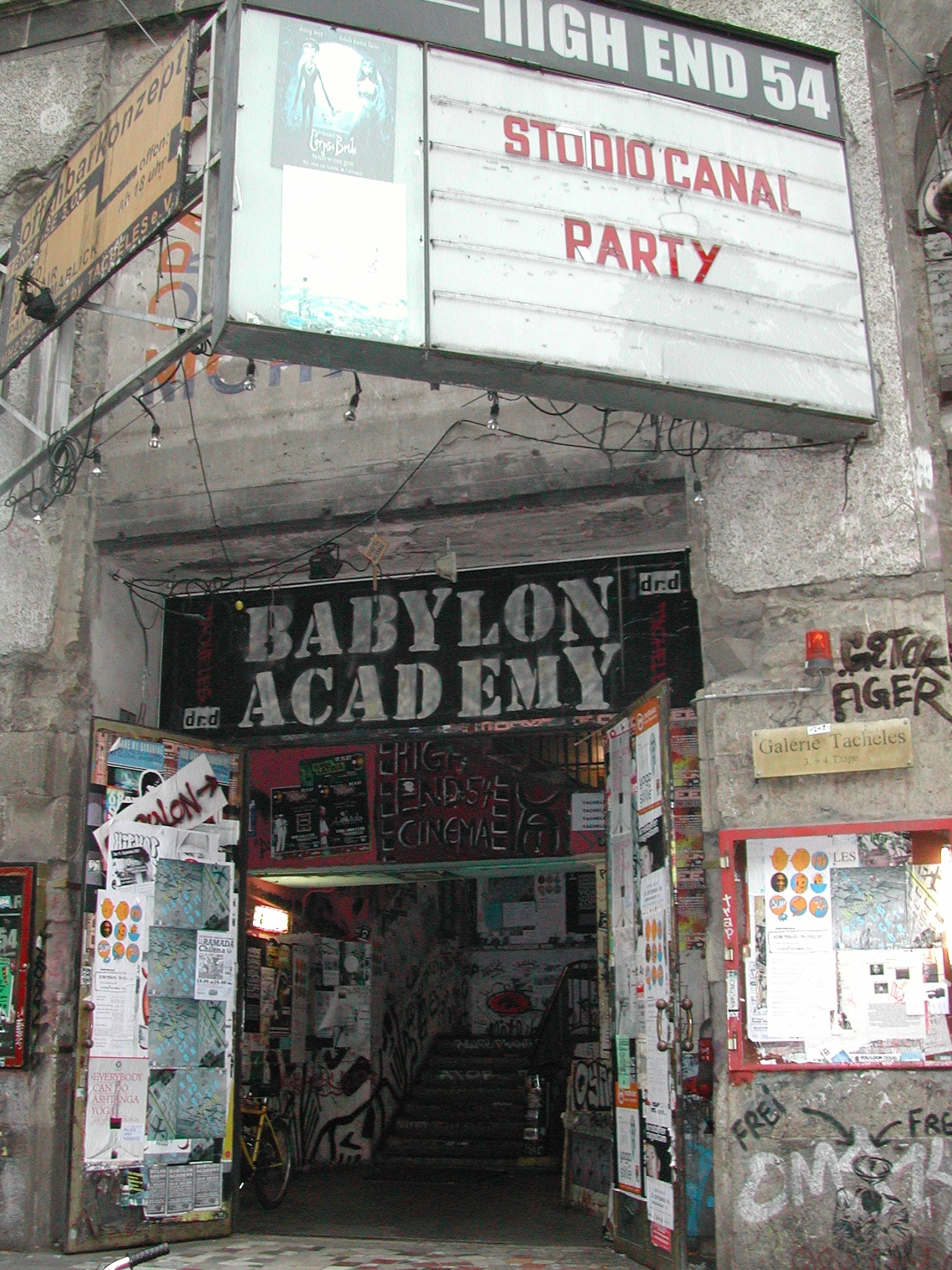
Babylon Academy
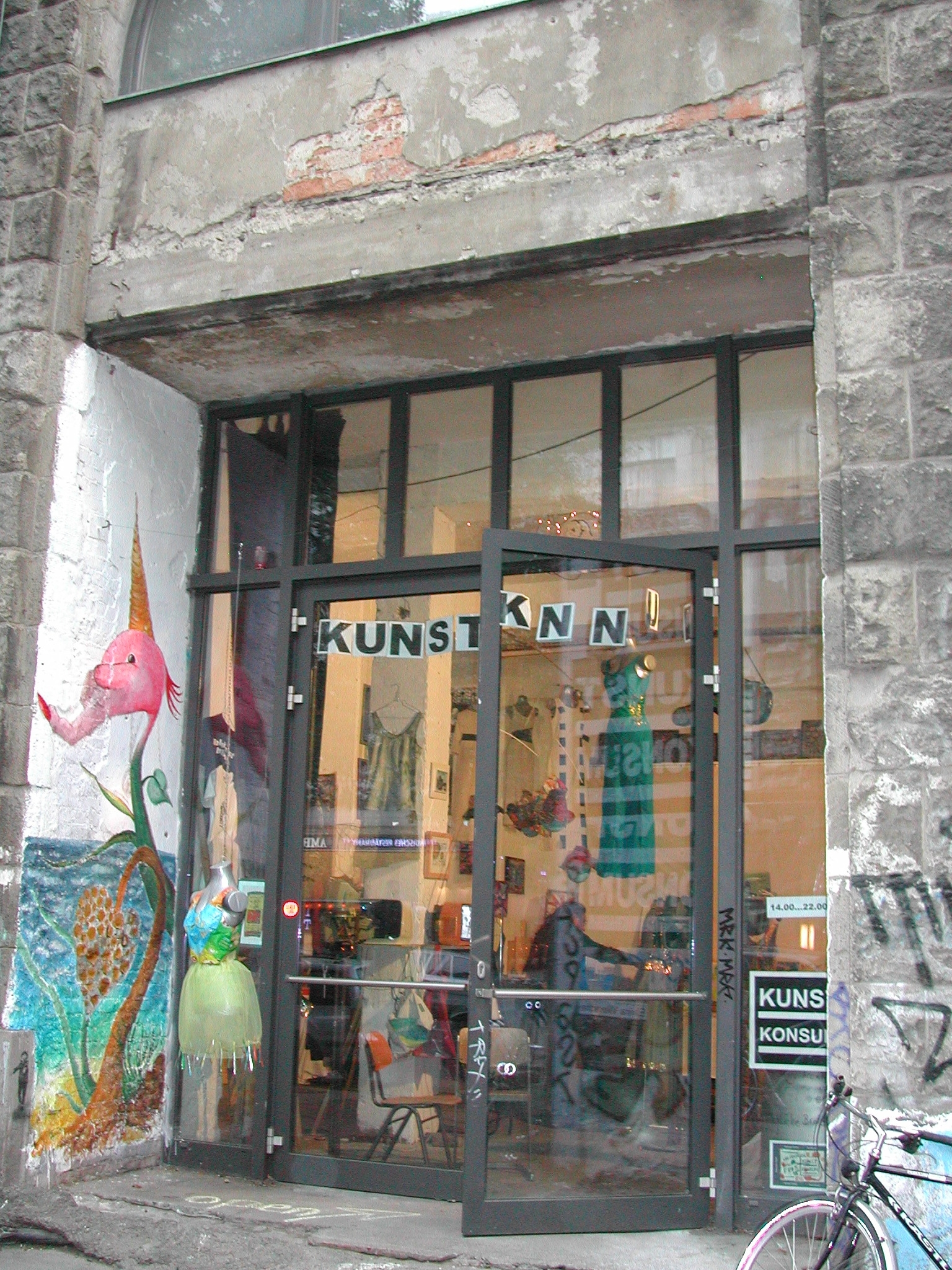
Uno de los laboratorios artísticos
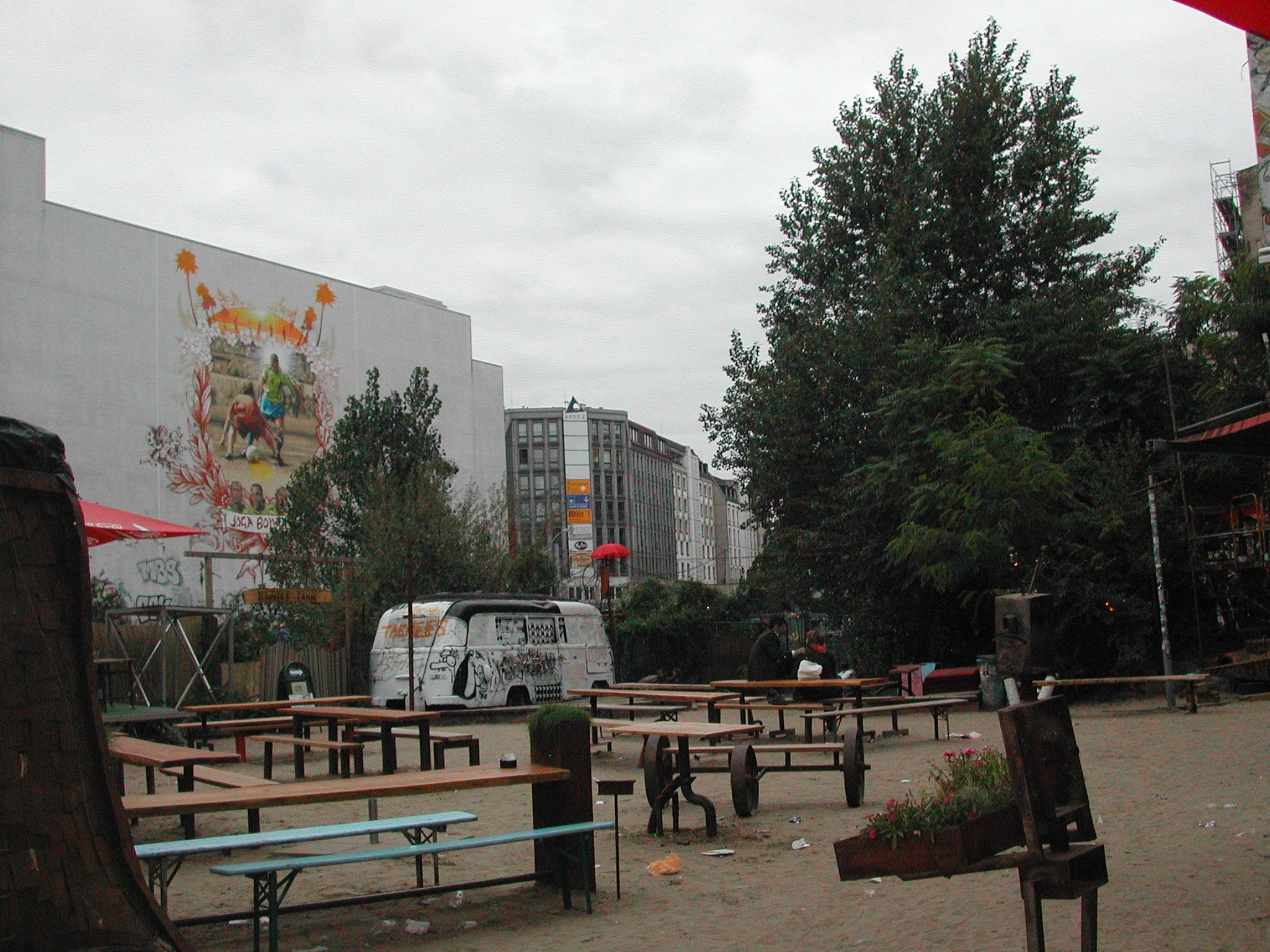
Espacio campestre interno para eventos al aire libre
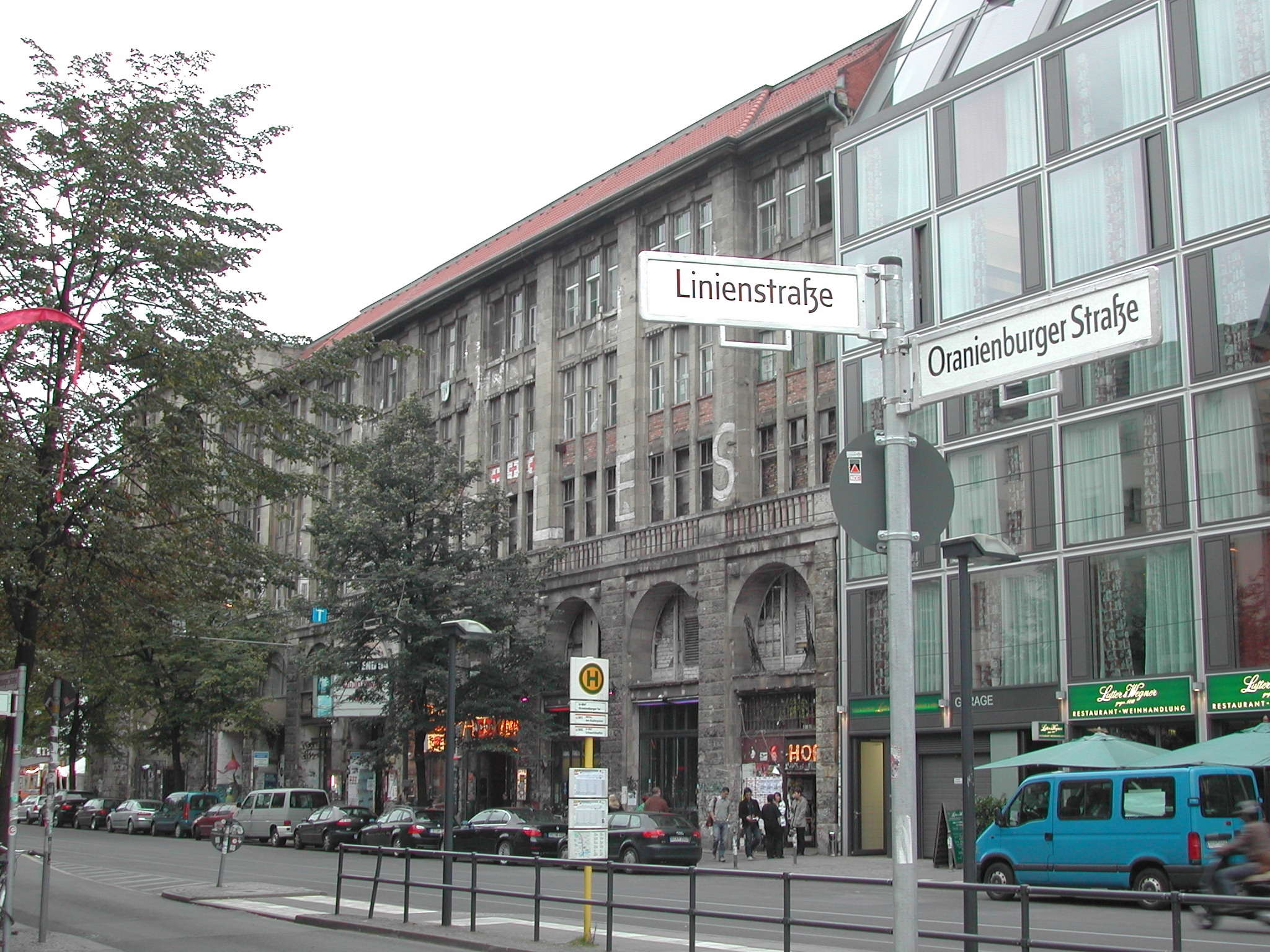
La Tacheles en Oranienburger Straße
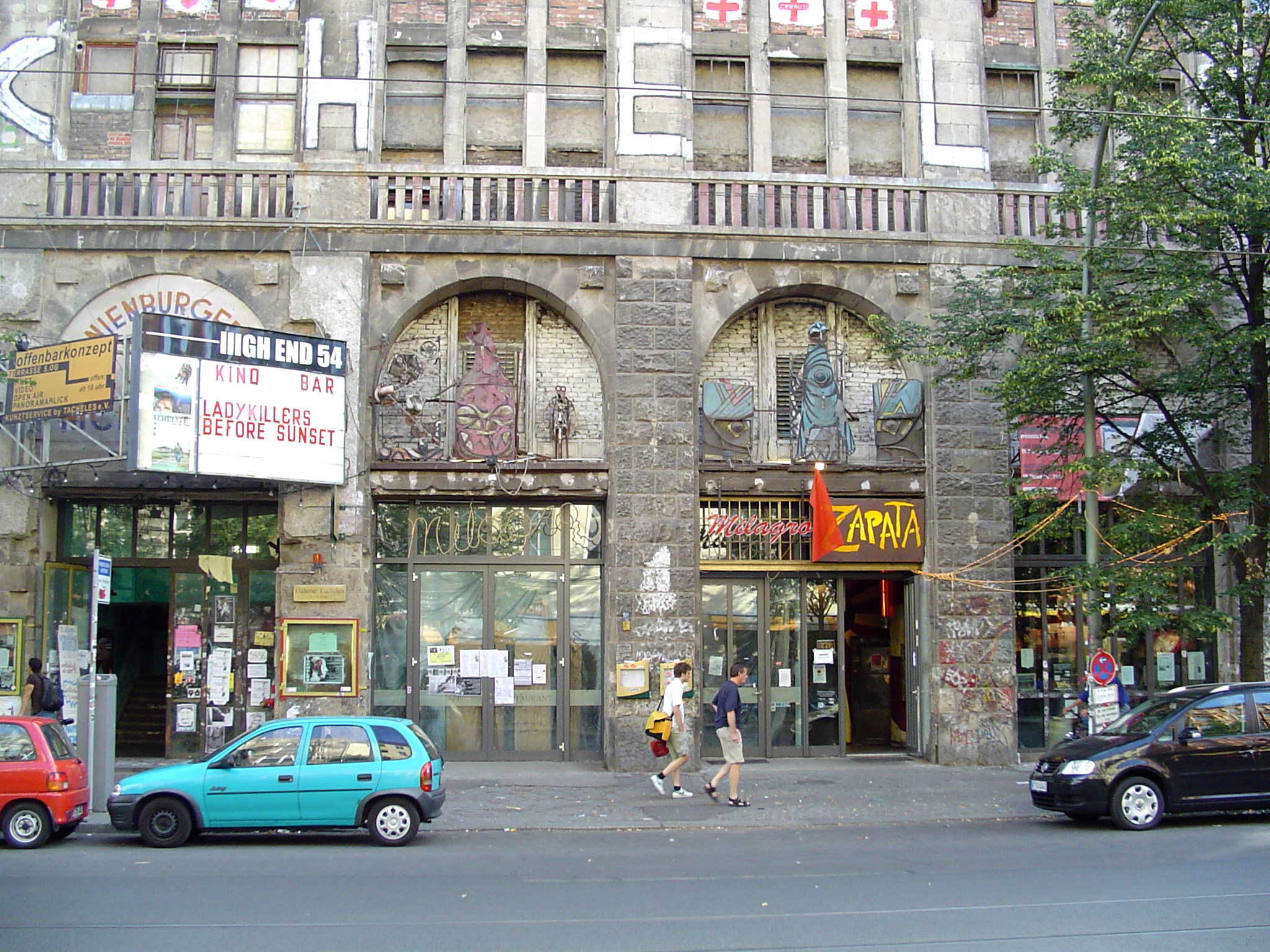
Fachada externa en Oranienburger Straße
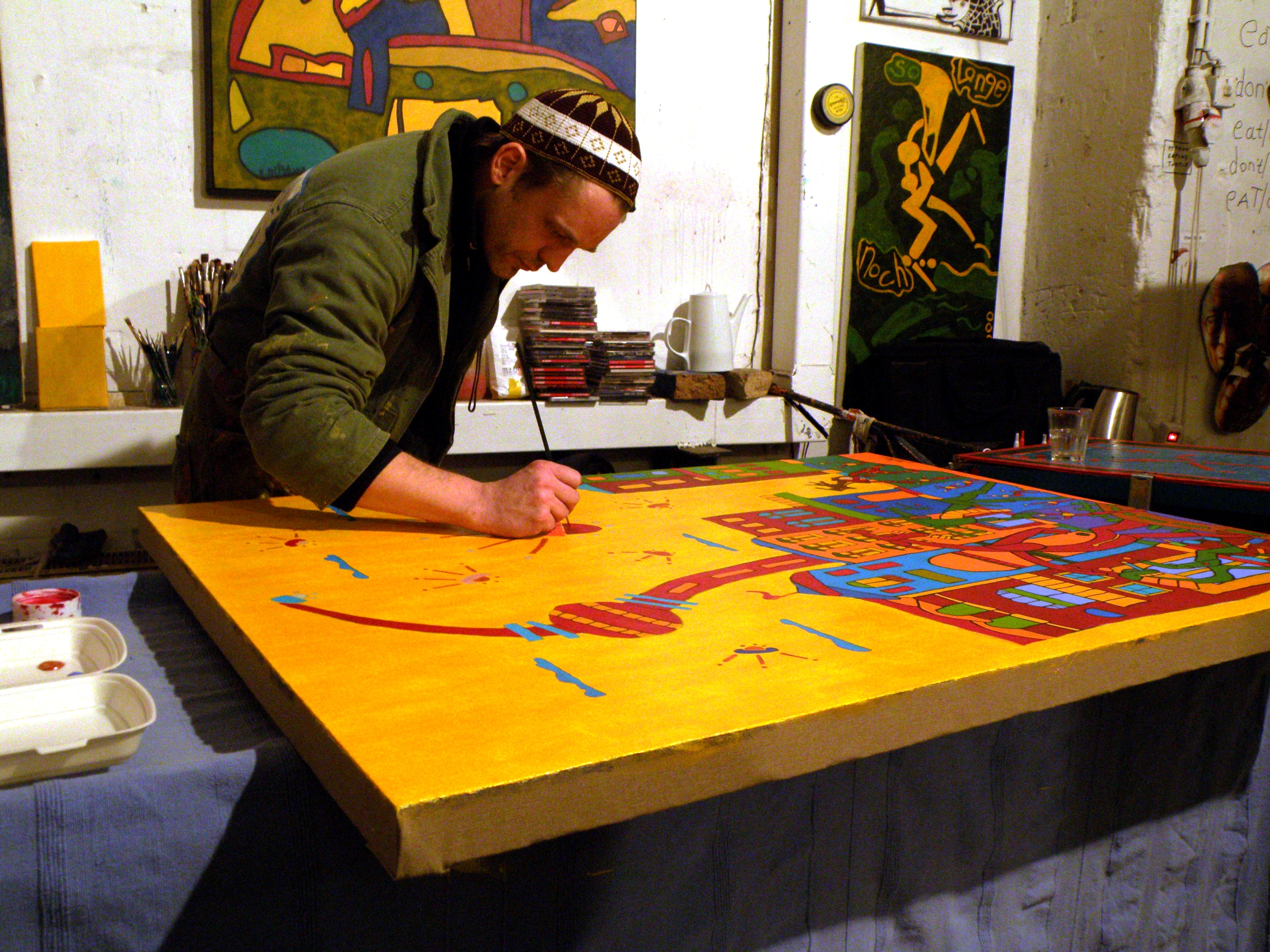
Laboratorio artístico